# Nuwukmiut
Nuwukmiut, pleme Eskima s arktičke obale rta Barrow na Aljaski. Ime ovog plemena znači “narod s rta”; nuwuk = rt). Opisani su kao čistolrvni Eskimi, ljudi niskog rasta, crne ravne kose i smeđih očiju. Rani autori nazivali su ih Noowoo Mutes, Nugumut, Núwŭkmūt, Nuwung-më-un, Nuwŭ’ñmiun.
Populacija im nije bila velika 43 (1900). Hodge navodi 5 njihovih sela, a Swanton 4, to su: 
- Isutkwa, kod američke signmalne stanice na Point Barrowu.
- Nuwuk, na Point Barrowu.
- Pernyu, na zapadnoj obali Elson Baya
- Ongovehenok, na rijeci Kugrua River blizu Point Barrowa.

Peto selo koje navodi Hodge je Sinaru.